# Právní předpisy ve včelařství
Právní předpisy ve včelařství jsou právní normy, které upravují chov a hospodářské využití včel.
Včela medonosná je považována za hospodářské zvíře, hlavním přínosem včel pro člověka je jejich opylovací činnost. Nejznámějším vedlejším produktem včelí činnosti je med, využívány jsou však také včelí vosk, propolis, mateří kašička a v lékařství i včelí jed.

## Minulost
Během středověku si církevní hodnostáři, vladaři a majitelé určitých lokalit uvědomovali hodnotu včelařských produktů, zejména vosku (jako suroviny ke zhotovování svíček) a medu jako málo dostupného sladidla, pochutiny a suroviny na výrobu medoviny. O výsadách včelařů svědčí například ustanovení tzv. Bienengarten Karlem IV., tedy vyčleňování území předurčených pro chov včel, nebo pozdější zproštění cel a udělení výsady nosit meč brtníkům.
Med a vosk hrály také významnou roli jako směnné zboží díky jejich dlouhé trvanlivosti, odolnosti a snadné manipulaci při přepravě. S postupným rozvojem jiných sladidel (od poloviny 19. století zejména cukru), kterými bylo možné med nahradit či padělat, tato role upadala. Od této době tak klesal i mocenský význam včelařství a oslabila včelařská práva i výsady. 

## Současná právní úprava v České republice
V současnosti (2025) neexistuje v ČR zákon, který by všechny požadavky, které musí být při chovu či ochraně včel nebo výrobě medu splněny, sjednocoval. Včelařství je tak upravováno celou řadou zákonných norem na národní i evropské úrovni. 
Vedle níže uvedených právních předpisů se hospodářské využití včel řídí také svazovou normou jakosti č. ČSV 1/1999 „Český med“, která platí pro členy Českého svazu včelařů, pokud uvádí med na trh. 
Národní legislativa upravující včelařství v ČR
- Zákon č. 110/1997 Sb., o potravinách a tabákových výrobcích a o změně a doplnění některých souvisejících zákonů, ve znění pozdějších předpisů.
- Zákon č. 252/1997 Sb., o zemědělství.
- Zákon č. 166/1999 Sb., o veterinární péči a o změně některých souvisejících zákonů (Veterinární zákon), ve znění pozdějších předpisů.
- Zákon č. 256/2000 Sb., o Státním zemědělském intervenčním fondu a o změně některých dalších zákonů, ve znění pozdějších předpisů.
- Zákon č. 115/2000 Sb., o poskytování náhrad škod způsobených vybranými zvláště chráněnými živočichy, ve znění pozdějších předpisů.
- Zákon č. 154/2000 Sb., o šlechtění, plemenitbě a evidenci hospodářských zvířat a o změně některých souvisejících zákonů (plemenářský zákon), ve znění pozdějších předpisů.
- Zákon č. 242/2000 Sb., o ekologickém zemědělství a o změně zákona č. 368/1992 Sb. o správních poplatcích, ve znění pozdějších předpisů.
- Zákon č. 326/2004 Sb., o rostlinolékařské péči a o změně některých souvisejících zákonů (rostlinolékařský zákon), ve znění pozdějších předpisů.
- Zákon č. 378/2007 Sb., o léčivech a o změně některých souvisejících zákonů, ve znění pozdějších předpisů.
- Vyhláška č. 38/2001 Sb., o hygienických požadavcích na výrobky určené pro styk s potravinami a pokrmy, ve znění pozdějších předpisů.
- Vyhláška č. 76/2003 Sb., kterou se stanoví požadavky pro přírodní sladidla, med, cukrovinky, kakaový prášek a směsi kakaa s cukrem, čokoládu a čokoládové bonbony, ve znění pozdějších předpisů.
- Vyhláška č. 136/2004 Sb., kterou se stanoví podrobnosti označování zvířat a jejich evidence a evidence hospodářství a osob stanovených plemenářským zákonem, ve znění pozdějších předpisů.
- Vyhláška č. 16/2006 Sb., kterou se provádějí některá ustanovení zákona o ekologickém zemědělství ve znění pozdějších předpisů.
- Vyhláška č. 448/2006 Sb., o provedení některých ustanovení plemenářského zákona, ve znění pozdějších předpisů.
- Vyhláška č. 289/2007 Sb., o veterinárních a hygienických požadavcích na živočišné produkty, které nejsou upraveny přímo použitelnými předpisy ES, ve znění pozdějších předpisů.
- Vyhláška č. 344/2008 Sb., o používání, předepisování a výdeji léčivých přípravků při poskytování veterinární péče, ve znění pozdějších předpisů.
- Vyhláška č. 327/2012 Sb., o ochraně včel, zvěře, vodních organismů a dalších necílových organismů při použití přípravků na ochranu rostlin, ve znění pozdějších předpisů.
- Vyhláška č. 132/2018 Sb., o přípravcích a pomocných prostředcích na ochranu rostlin.
- Vyhláška č. 144/2023 Sb., o veterinárních požadavcích na chov včel a včelstev a o opatřeních pro předcházení a tlumení některých nákaz včel, ve znění pozdějších předpisů.
- Nařízení vlády č. 148/2019 Sb., o stanovení podmínek poskytnutí dotace na provádění opatření ke zlepšení obecných podmínek pro produkci včelařských produktů a jejich uvádění na trh a o změně nařízení vlády č. 197/2005 Sb., o stanovení podmínek poskytnutí dotace na provádění opatření ke zlepšení obecných podmínek pro produkci včelařských produktů a jejich uvádění na trh, ve znění pozdějších předpisů (bude zrušeno k 1.1.2026)[2].
- Nařízení vlády č. 27/2002 Sb., kterým se stanoví způsob organizace práce a pracovních postupů, které je zaměstnavatel povinen zajistit při práci související s chovem zvířat.
- Nařízení vlády č. 53/2023 Sb., o stanovení podmínek provádění opatření v odvětví včelařství.

Evropská legislativa upravující včelařství v ČR
- Nařízení Evropského parlamentu a Rady (EU) 2021/2115 ze dne 2. prosince 2021, kterým se stanoví pravidla podpory pro strategické plány, jež mají být vypracovány členskými státy v rámci společné zemědělské politiky (strategické plány SZP) a financovány Evropským zemědělským záručním fondem (EZZF) a Evropským zemědělským fondem pro rozvoj venkova (EZFRV), a kterým se zrušují nařízení (EU) č. 1305/2013 a (EU) č. 1307/2013.
- Nařízení Evropského parlamentu a Rady (EU) 2021/2116 ze dne 2. prosince 2021 o financování, řízení a monitorování společné zemědělské politiky a zrušení nařízení (EU) č. 1306/2013.
- Nařízení Evropského parlamentu a Rady (EU) 2021/2117 ze dne 2. prosince 2021, kterým se mění nařízení (EU) č. 1308/2013, kterým se stanoví společná organizace trhů se zemědělskými produkty, nařízení (EU) č. 1151/2012 o režimech jakosti zemědělských produktů a potravin, nařízení (EU) č. 251/2014 o definici, popisu, obchodní úpravě, označování a ochraně zeměpisných označení aromatizovaných vinných výrobků a nařízení (EU) č. 228/2013, kterým se stanoví zvláštní opatření v oblasti zemědělství ve prospěch nejvzdálenějších regionů Unie.